# ファイナル・デッド ダーク・ウォッチャー
『ファイナル・デッド  ダーク・ウォッチャー』（原題:Shadow Puppets）は、2007年のホラー映画。
2007年4月16日、第25回ブリュッセル国際ファンタスティック映画祭にて上映された。邦題が似ている映画『ファイナル・デッド』はDVDパッケージも酷似しているが、一切無関係である。

## キャスト
| 役名               | 俳優                             |
| ------------------ | -------------------------------- |
| ケイト             | ジョリーン・ブラロック           |
| ジャック           | ジェームズ・マースターズ         |
| スティーヴ         | トニー・トッド                   |
| アンバー           | ナターシャ・アラム               |
| チャーリー         | マーク・ウィニック               |
| デイヴ             | リチャード・ホワイトン           |
| メリッサ           | ジェニー・フォード               |
| ステイシー         | ディアンナ・ニコール・バクスター |
| ジャック・ロバーツ | ディノ・フェカリス               |